# 艾莉娜·达夫列托娃
艾莉娜·伊尔吉扎罗芙娜·达夫列托娃（俄语：Алина Ильгизаровна Давлетова，1998年7月17日—），俄羅斯女子羽毛球運動員。

## 簡歷
2016年8月，艾莉娜·达夫列托娃分别與Olga Rogova以及罗季翁·阿利莫夫出戰保加利亞羽毛球公開賽，在女双準决赛以0比2（12-21、18-21）不敌土耳其的杰姆雷·费拉/内斯里汉·基利希；而混双决赛因对手弃赛并且夺得其首个国际赛冠军。同年12月，她与罗季翁·阿利莫夫出战土耳其羽毛球國際賽，在混双决赛以0比2（19-21、14-21）不敌土耳其的米勒夫·圖爾古特/法蒂玛·努尔·亚武兹，赢得亚军。
2017年1月，艾莉娜·达夫列托娃分别與叶卡捷琳娜·博洛托娃以及罗季翁·阿利莫夫出战愛沙尼亞羽毛球國際賽，在女双準决赛以1比2（21-16、18-21、23-25）不敌法国的德尔菲娜·德尔吕/莉亚·巴莱尔莫；而混双决赛以2比0（21-8、21-19）击败了赛会头号种子、队友的阿纳托利·亚特瑟夫/叶夫根尼娅·科泽茨卡亚，赢得第二个国际赛冠军。同年4月，她代表俄罗斯参加法国米卢斯举办的歐洲青年羽毛球錦標賽，在率先进行的团体赛，俄罗斯队赢得银牌；而与罗季翁·阿利莫夫的混双决赛以2比0（21-16、21-14）击败了苏格兰的亚历山大·邓恩/埃莉诺·奥唐内尔，赢得欧青赛混合双打冠军。同年7月，她与叶卡捷琳娜·博洛托娃出战俄羅斯羽毛球大獎賽，在女双準決賽以0比3（10-12、7-11、3-11）不敌日本的荒木茜羽/松田蒼。同年8月，她代表俄罗斯参加中華民國臺北市举办的世界大學運動會羽毛球比賽，在与罗季翁·阿利莫夫的混双準决赛以0比2（14-21、13-21）不敌中華台北的王齊麟/李佳馨，赢得世大運混合双打季军。同年11月，她分别与叶卡捷琳娜·博洛托娃以及罗季翁·阿利莫夫出战匈牙利羽毛球國際賽，在女双决赛以2比0（21-13、21-19）击败了队友的埃琳娜·科门德鲁夫斯卡亚/玛丽亚·舍古罗娃，赢得冠军；而混双决赛以2比0（25-23、21-16）击败了跨国组合的（丹麦：索伦·格拉霍尔特/瑞典：路易丝·埃里克松），再夺冠军，亦是本赛事双冠王。同期11月，她与叶卡捷琳娜·博洛托娃出战蘇格蘭羽毛球大獎賽，在女双决赛以1比2（21-15、15-21、11-21）不敌荷兰的塞莱娜·皮克/谢丽尔·塞尔宁，赢得亚军。同年12月，她与叶卡捷琳娜·博洛托娃出战意大利羽毛球國際賽，在女双决赛以2比0（21-18、21-11）击败了丹麦的亚历山德拉·博尔/萨拉·伦高，赢得冠军。
2018年1月，艾莉娜·达夫列托娃分别與叶卡捷琳娜·博洛托娃以及罗季翁·阿利莫夫出战愛沙尼亞羽毛球國際賽，在女双决赛以2比0（21-10、21-10）击败了英格兰的杰西卡·霍普顿/珍妮·穆尔，赢得冠军；而混双準决赛以1比2（17-21、21-8、19-21）不敌赛会2号种子、英格兰的格雷戈里·梅尔斯/珍妮·穆尔。同年4月，她与罗季翁·阿利莫夫出战芬蘭羽毛球公開賽，在混双準决赛以1比2（19-21、26-24、21-23）不敌赛会5号种子、印尼的阿尔弗兰·埃科·普拉塞特亚/马尔什埃拉·吉斯卡·伊斯拉米。

## 主要比賽成績
只列出曾進入準決賽的國際賽事成績：
| 年份   | 賽事                        | 公開賽級別 | 項目     | 拍檔                | 成績   |
| ------ | --------------------------- | ---------- | -------- | ------------------- | ------ |
| 2016年 | 保加利亞羽毛球公開賽        | 國際系列賽 | 女子雙打 | Olga Rogova         | 準決賽 |
| 2016年 | 保加利亞羽毛球公開賽        | 國際系列賽 | 混合雙打 | 罗季翁·阿利莫夫     | 冠軍   |
| 2016年 | 土耳其羽毛球國際賽          | 國際系列賽 | 混合雙打 | 罗季翁·阿利莫夫     | 亞軍   |
| 2017年 | 愛沙尼亞羽毛球國際賽        | 國際系列賽 | 女子雙打 | 叶卡捷琳娜·博洛托娃 | 準決賽 |
| 2017年 | 愛沙尼亞羽毛球國際賽        | 國際系列賽 | 混合雙打 | 罗季翁·阿利莫夫     | 冠軍   |
| 2017年 | 歐洲羽毛球混合團體錦標賽    | 其他       | 混合團體 | －                  | 亞軍   |
| 2017年 | 歐洲青年羽毛球錦標賽        | 其他       | 混合團體 | －                  | 亞軍   |
| 2017年 | 歐洲青年羽毛球錦標賽        | 其他       | 混合雙打 | 罗季翁·阿利莫夫     | 冠軍   |
| 2017年 | 俄羅斯羽毛球大獎賽          | 大獎賽     | 女子雙打 | 叶卡捷琳娜·博洛托娃 | 準決賽 |
| 2017年 | 世界大學運動會羽毛球比賽    | 其他       | 混合雙打 | 罗季翁·阿利莫夫     | 銅牌   |
| 2017年 | 匈牙利羽毛球國際賽          | 國際挑戰賽 | 女子雙打 | 叶卡捷琳娜·博洛托娃 | 冠軍   |
| 2017年 | 匈牙利羽毛球國際賽          | 國際挑戰賽 | 混合雙打 | 罗季翁·阿利莫夫     | 冠軍   |
| 2017年 | 蘇格蘭羽毛球大獎賽          | 大獎賽     | 女子雙打 | 叶卡捷琳娜·博洛托娃 | 亞軍   |
| 2017年 | 意大利羽毛球國際賽          | 國際挑戰賽 | 女子雙打 | 叶卡捷琳娜·博洛托娃 | 冠軍   |
| 2018年 | 愛沙尼亞羽毛球國際賽        | 國際系列賽 | 女子雙打 | 叶卡捷琳娜·博洛托娃 | 冠軍   |
| 2018年 | 愛沙尼亞羽毛球國際賽        | 國際系列賽 | 混合雙打 | 罗季翁·阿利莫夫     | 準決賽 |
| 2018年 | 歐洲羽毛球女子團體錦標賽    | 其他       | 女子團體 | －                  | 季軍   |
| 2018年 | 芬蘭羽毛球公開賽            | 國際挑戰賽 | 混合雙打 | 罗季翁·阿利莫夫     | 準決賽 |
| 2018年 | 白夜羽毛球賽                | 國際挑戰賽 | 混合雙打 | 羅季翁·阿利莫夫     | 冠軍   |
| 2018年 | 匈牙利羽毛球國際賽          | 國際挑戰賽 | 女子雙打 | 叶卡捷琳娜·博洛托娃 | 冠軍   |
| 2018年 | 匈牙利羽毛球國際賽          | 國際挑戰賽 | 混合雙打 | 罗季翁·阿利莫夫     | 亞軍   |
| 2018年 | 杜拜羽毛球國際挑戰賽        | 國際挑戰賽 | 女子雙打 | 叶卡捷琳娜·博洛托娃 | 準決賽 |
| 2018年 | 杜拜羽毛球國際挑戰賽        | 國際挑戰賽 | 混合雙打 | 罗季翁·阿利莫夫     | 準決賽 |
| 2018年 | 西德·莫迪羽毛球國際賽       | 超級300賽  | 女子雙打 | 叶卡捷琳娜·博洛托娃 | 準決賽 |
| 2018年 | 意大利羽毛球國際賽          | 國際挑戰賽 | 女子雙打 | 叶卡捷琳娜·博洛托娃 | 冠軍   |
| 2018年 | 意大利羽毛球國際賽          | 國際挑戰賽 | 混合雙打 | 罗季翁·阿利莫夫     | 冠軍   |
| 2019年 | 泰國羽毛球大師賽            | 超級300賽  | 女子雙打 | 叶卡捷琳娜·博洛托娃 | 準決賽 |
| 2019年 | 歐洲羽毛球混合團體錦標賽    | 其他       | 混合團體 | －                  | 季軍   |
| 2019年 | 阿塞拜疆羽毛球國際賽        | 國際挑戰賽 | 女子雙打 | 叶卡捷琳娜·博洛托娃 | 亞軍   |
| 2019年 | 阿塞拜疆羽毛球國際賽        | 國際挑戰賽 | 混合雙打 | 罗季翁·阿利莫夫     | 準決賽 |
| 2019年 | 歐洲運動會羽毛球比賽        | 其他       | 女子雙打 | 叶卡捷琳娜·博洛托娃 | 銅牌   |
| 2019年 | 白夜羽毛球賽                | 國際挑戰賽 | 女子雙打 | 叶卡捷琳娜·博洛托娃 | 準決賽 |
| 2019年 | 白夜羽毛球賽                | 國際挑戰賽 | 混合雙打 | 罗季翁·阿利莫夫     | 冠軍   |
| 2019年 | 荷蘭羽毛球公開賽            | 超級100賽  | 女子雙打 | 叶卡捷琳娜·博洛托娃 | 準決賽 |
| 2019年 | 杜拜羽毛球國際挑戰賽        | 國際挑戰賽 | 女子雙打 | 叶卡捷琳娜·博洛托娃 | 準決賽 |
| 2019年 | 杜拜羽毛球國際挑戰賽        | 國際挑戰賽 | 混合雙打 | 罗季翁·阿利莫夫     | 冠軍   |
| 2019年 | 印度羽毛球國際挑戰賽        | 國際挑戰賽 | 女子雙打 | 叶卡捷琳娜·博洛托娃 | 準決賽 |
| 2019年 | 印度羽毛球國際挑戰賽        | 國際挑戰賽 | 混合雙打 | 罗季翁·阿利莫夫     | 準決賽 |
| 2019年 | 赛义德·莫迪国际羽毛球锦标赛 | 超級300賽  | 混合雙打 | 罗季翁·阿利莫夫     | 冠軍   |
| 2019年 | 意大利羽毛球國際賽          | 國際挑戰賽 | 女子雙打 | 叶卡捷琳娜·博洛托娃 | 亞軍   |
| 2019年 | 意大利羽毛球國際賽          | 國際挑戰賽 | 混合雙打 | 罗季翁·阿利莫夫     | 準決賽 |
| 2021年 | 歐洲羽毛球混合團體錦標賽    | 其他       | 混合團體 | －                  | 季軍   |
| 2021年 | 歐洲羽毛球錦標賽            | 其他       | 混合雙打 | 罗季翁·阿利莫夫     | 冠軍   |
| 2022年 | 印度羽毛球公開賽            | 超級500賽  | 混合雙打 | 罗季翁·阿利莫夫     | 準決賽 |

| 2007-2017年 | 首要超級賽 | 超級賽 | 黃金大獎賽 | 大獎賽 | 國際挑戰賽 | 國際系列賽 | 未來系列賽 | 其他 |

| 2018-2026年 | 總決賽 | 超級1000賽 | 超級750賽 | 超級500賽 | 超級300賽 | 超級100賽 | 國際挑戰賽 | 國際系列賽 | 未來系列賽 | 其他 |

### 奧運會和世錦賽參賽紀錄
|          | 搭檔                | 2018 | 2019 | 2020 | 2021 |
| -------- | ------------------- | ---- | ---- | ---- | ---- |
| 女子雙打 | 叶卡捷琳娜·博洛托娃 | 32強 | 32強 | －   | 32強 |
|          |                     |      |      |      |      |
| 混合雙打 | 罗季翁·阿利莫夫     | 48強 | 32強 | －   | 8強  |